# Granulopsammodius centralasiae
Granulopsammodius centralasiae är en skalbaggsart som beskrevs av Rakovic 1978. Granulopsammodius centralasiae ingår i släktet Granulopsammodius och familjen Aphodiidae. Inga underarter finns listade i Catalogue of Life.